# Myzostoma folium
Myzostoma folium is een ringworm uit de familie Myzostomatidae.
Myzostoma folium werd in 1884 voor het eerst wetenschappelijk beschreven door Graff.